# Apollon Musagète

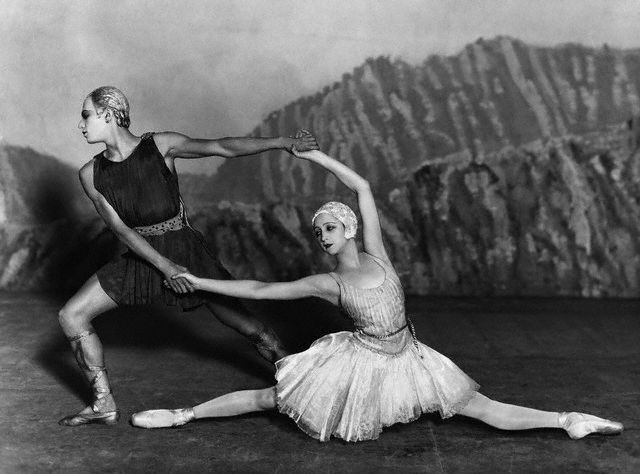
Ballets Russes na encenação de Apollon Musagète. Os dançarinos são Alexandrova Danilova e Serge Lifar

Apollon Musagète (Apolo, líder das Musas) é um bailado em duas cenas de Igor Stravinsky, encomendado por Elizabeth Sprague Coolidge e composto entre 1927 e 1928. Na década de 1950 o título da obra foi abreviado para Apollo.
Foi coreografado e estreado na América em 27 de abril de 1928 pela companhia de Adolph Bolm, em Washington, D.C., mas o autor ignorou esta estréia, pois havia vendido os direitos para os Ballets Russes de Sergei Diaghilev, estreando na Europa em 12 de junho de 1928, no Teatro Sarah Bernhardt, em Paris, com coreografia de George Balanchine, cenário de André Bauchant e figurino de Coco Chanel.
A história está centrada em Apolo, que é visitado pelas musas Terpsícore, Polímnia e Calíope. O deus ensina-lhes as suas artes, e as conduzindo ao Parnaso, numa reinvenção da tradição dos mitos clássicos. A música é executada por uma orquestra de cordas de 34 instrumentos, e a obra tem uma feição intencionalmente classicista.